# APS (기업)
주식회사 APS는 대한민국의 반도체 및 디스플레이 장비 기업이다.

## 역사
1994년 반도체 장비용 소프트웨어를 개발하는 코닉시스템으로 설립하였으며,2001년 12월 4일 코스닥시장에 상장하였다.
2017년 3월에 장비사업 부문(AP시스템)을 인적분할하고 사명을 APS홀딩스로 변경하였다. 그해 2021년 1월에는 APS AMD를 흡수합병하였으며, 2023년 3월에는 사명을 APS로 변경하였다.
2024년 자회사 넥스틴의 지분 13.1%를 주당 74,525원에 KCGI에 매각하였다.